# كريستوفر وليامز (دراج)
كريستوفر وليامز (بالإنجليزية: Christopher Williams)‏ هو دراج أسترالي، ولد في 10 نوفمبر 1981 في بريزبان في أستراليا.

## وصلات خارجية
- كريستوفر وليامز على موقع أرشيف الدراجات (الإنجليزية)
- كريستوفر وليامز على موقع إحصائيات الدراجات الإحترافية (الإنجليزية)
- كريستوفر وليامز على موقع نسبة الدراجات (الإنجليزية)